# Live in Gdańsk
Live in Gdańsk é o primeiro álbum ao vivo e o quarto trabalho da carreira solo do músico David Gilmour. É, um registro do último show da tour de divulgação do disco On an Island em uma versão ao vivo. O projeto foi lançado em setembro de 2008, poucos dias após a morte de Richard Wright, tecladista ex-integrante do Pink Floyd que atuou como instrumentista em Live in Gdańsk.
O repertório inclui canções da banda Pink Floyd, acompanhadas pela banda de David com a participação da Filarmônica Báltica Polaca. O álbum estreou na 10ª posição na parada de álbuns do Reino Unido e estreou no número 26 na parada de álbuns Billboard dos EUA.

## Faixas
Versão normal
Disco 1
1. "Speak to Me" – 1:23
2. "Breathe" – 2:49
3. "Time" – 5:38
4. "Breathe (Reprise)" – 1:32
5. "Castellorizon" – 3:47
6. "On an Island" – 7:26
7. "The Blue" – 6:39
8. "Red Sky at Night" – 3:03
9. "This Heaven" – 4:33
10. "Then I Close My Eyes" – 7:42
11. "Smile" – 4:26
12. "Take a Breath" – 6:47
13. "A Pocketful of Stones" – 5:41
14. "Where We Start" – 8:01

Disco 2
1. "Shine On You Crazy Diamond" – 12:07
2. "Astronomy Domine" – 5:02
3. "Fat Old Sun" – 6:40
4. "High Hopes" – 9:57
5. "Echoes" – 25:26
6. "Wish You Were Here" – 5:15
7. "A Great Day for Freedom" – 5:56
8. "Comfortably Numb" – 9:22

## Ficha técnica
Músicos da tour
Banda
- David Gilmour - Guitarra solo, vocais, cümbüş, saxofone em "Red Sky at Night"
- Richard Wright - Piano, órgão hammond, órgão farfisa, sintetizador, vocais
- Jon Carin - Teclado, vocais, guitarra, programação de loops
- Guy Pratt - Guitarra base, vocais, baixo, guitarra em "Then I Close My Eyes", vidro harmônico em "Shine On You Crazy Diamond"
- Phil Manzanera - guitarra, vocais, vidro harmônico em "Shine On You Crazy Diamond"
- Dick Parry - Saxofones, teclado, vidro harmônico em "Shine On You Crazy Diamond"
- Steve DiStanislao - Bateria, percussão, vocais
- Zbigniew Preisner - Maestro, orquestrações
- Leszek Możdżer - Piano
- Filarmônica Báltica Polaca
- Igor Sklyarov - Vidro harmônico em "Shine On You Crazy Diamond" (Venice performance only)

## Desempenho
| Ano  | País               | Posição |
| ---- | ------------------ | ------- |
| 2008 | Argentina          | 4       |
| 2008 | Polônia            | 5       |
| 2008 | Portugal           | 5       |
| 2008 | Bélgica (Valônia)  | 5       |
| 2008 | Itália             | 7       |
| 2008 | Reino Unido        | 10      |
| 2008 | Alemanha           | 12      |
| 2008 | Holanda            | 14      |
| 2008 | Suíça              | 14      |
| 2008 | França             | 15      |
| 2008 | Canadá             | 19      |
| 2008 | Nova Zelândia      | 20      |
| 2008 | Irlanda            | 22      |
| 2008 | Bélgica (Flanders) | 22      |
| 2008 | Suécia             | 24      |
| 2008 | EUA                | 26      |
| 2008 | Áustria            | 28      |
| 2008 | República Tcheca   | 29      |
| 2008 | Hungria            | 29      |
| 2008 | Austrália          | 30      |
| 2008 | Noruega            | 34      |
| 2008 | Dinamarca          | 38      |